# Theodor Mundt

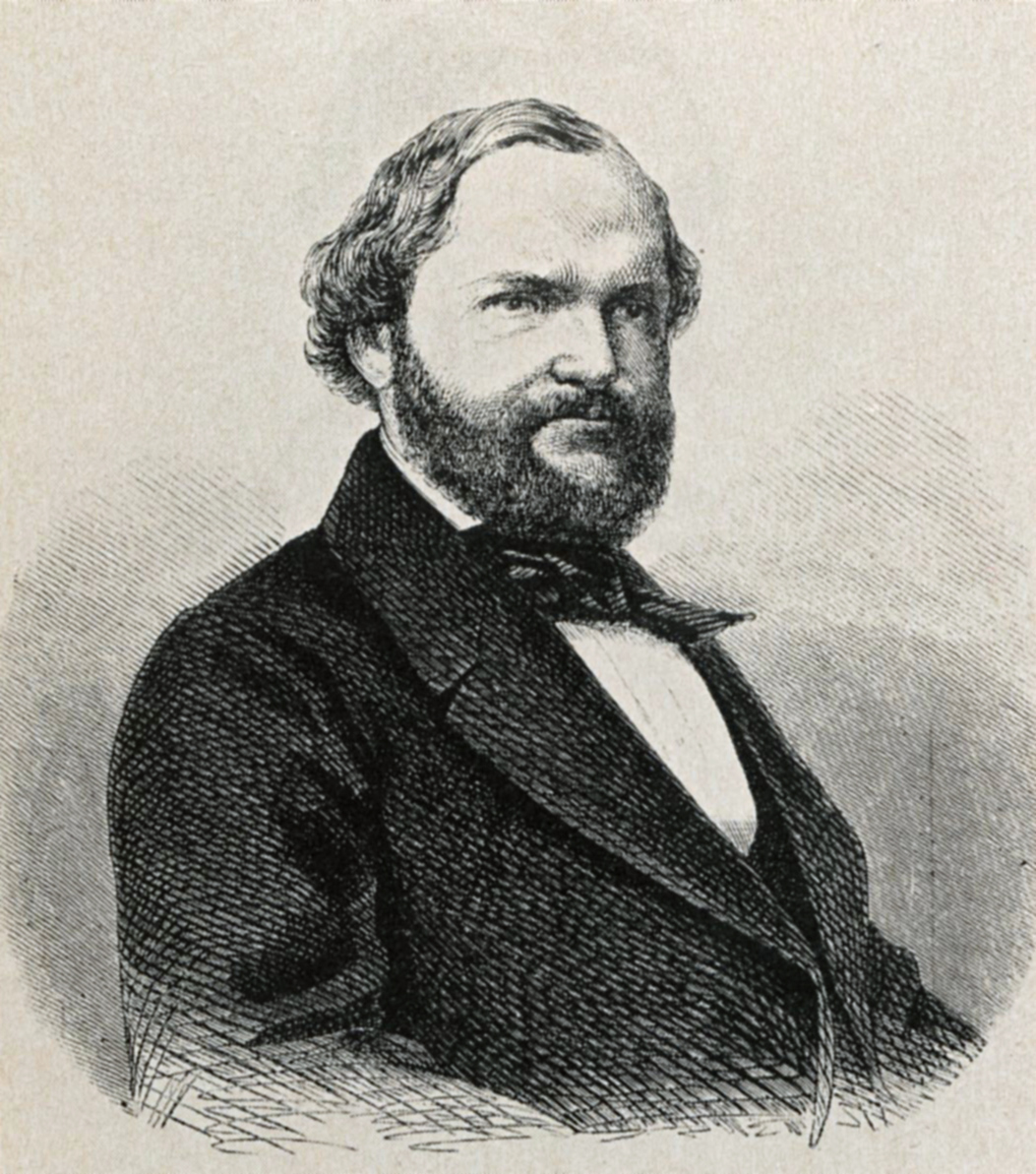
Theodor Mundt.

Theodor Mundt, född den 19 september 1808 i Potsdam, död den 30 november 1861 i Berlin, var en tysk skriftställare, gift med Klara Mundt. 
Mundt, som var universitetsbibliotekarie och professor i litteraturhistoria vid Berlins universitet, blev genom sina ungdomsarbeten en framstående medlem av den radikala författargruppen Das junge Deutschland. Han skrev flera romaner, av vilka Moderne Lebenswirren (1834) och Madonna (1835, en skildring av Charlotte Stieglitz) kan nämnas som exempel på den för epoken karakteristiska blandningen av poesi och publicistik. 
Träffande karaktärsteckningar utmärker hans litteraturkritiska arbeten, Kritische Wälder (1833), Die Kunst der deutschen Prosa (1837; 2:a upplagan 1843), Geschichte der Litteratur der Gegenwart (1842; 2:a upplagan 1853; "Historia öfver samtidens litteratur"), 
Allgemeine Litteraturgeschichte (3 band , 1846), Aesthetik (1845; ny upplaga 1868), även om också de bär en viss journalistisk prägel.
Mundt utgav även reseskildringar (Spaziergänge und Weltfahrten, 1838-1840; Völkerschau auf Reisen, 1840 med mera), karakteristiker (bland andra Machiavelli, 1851, flera arbeten över Frankrike under Napoleon III, Italien med mera), historiska romaner (Thomas Münzer, 1841, 3:e upplagan 1860; Robespierre, 1859 med flera) och så vidare.

## Svenska översättningar
- Historia öfver samtidens litteratur: föreläsningar (Geschichte der Litteratur der Gegenwart) (öfversättning med tillagda noter af Carl Julius Lénström, Stockholm, 1844)
- Skildringar från Piemont och Rom 1859 (öfversättning [av Axel Krook] i sammandrag af "Skizzen aus Piemont und Rom", Göteborg, 1859)